# جمال تابیدزه
جمال "جیمی" تابیدزه(به گرجی: ჯემალ "ჯიმი" ტაბიძე) (زاده ۱۸ مارس ۱۹۹۶) یک بازیکن فوتبال گرجی است که در حال حاضر به عنوان مدافع، برای تیم اوفا بازی می‌کند.

## باشگاه‌ها
بعد از شروع کارش با تیم سابورتالو تفلیس در لیگ پیرولی، در ژوئیه ۲۰۱۵ به باشگاه خنت پیوست که برای تیم دوم بازی کرد.

در ۱۴ فوریه ۲۰۱۷ تا پایان فصل ۲۰۱۶–۲۰۱۷ به صورت قرضی به یکی از تیم‌های لیگ برتر فوتبال روسیه یعنی اورال یکاترینبورگ پیوست.

در ژوئیه ۲۰۱۷ یک قرار داد با اوفا برای مدت طولانی امضا کرد.